# Lovis Corinth
Lovis Corinth, född 21 juli 1858 i Tapiau (Ostpreussen), död 17 juli 1925 i Zandvoort, Nederländerna, var en tysk målare.

## Biografi
Corinth studerade vid akademin i Königsberg 1876-1880, München och vid Académie Julian i Paris (1884-1885). Han blev en av ledarna för den tyska impressionismen och gick med i Sezession-gruppen i München.
Från 1900 var han bosatt i Berlin.
Corinths sena stil, som han utvecklade efter 1911, delvis till följd av sjukdom till exempel målningarna från Walchensee, står dock nära expressionismen. Den hade utvecklats ur hans intresse för att skildra dramatiska motiv och ansiktsuttryck med hjälp av impasto och obundna penseldrag.
Corinth var även tecknare och illustratör, samt författade bland annat Das Erlernen der Malerei (1908).
År 1937 medtogs verk av Lovis Corinth på den nationalsocialistiska konstutställningen Entartete Kunst i München. Alfred Rosenberg hade redan 1930 använt en hånfull ton gentemot konstnären i sin Mythus. Sammanlagt 295 bilder beslagtogs 1937. De flesta såldes så småningom utomlands, till framför allt Schweiz.

## Galleri

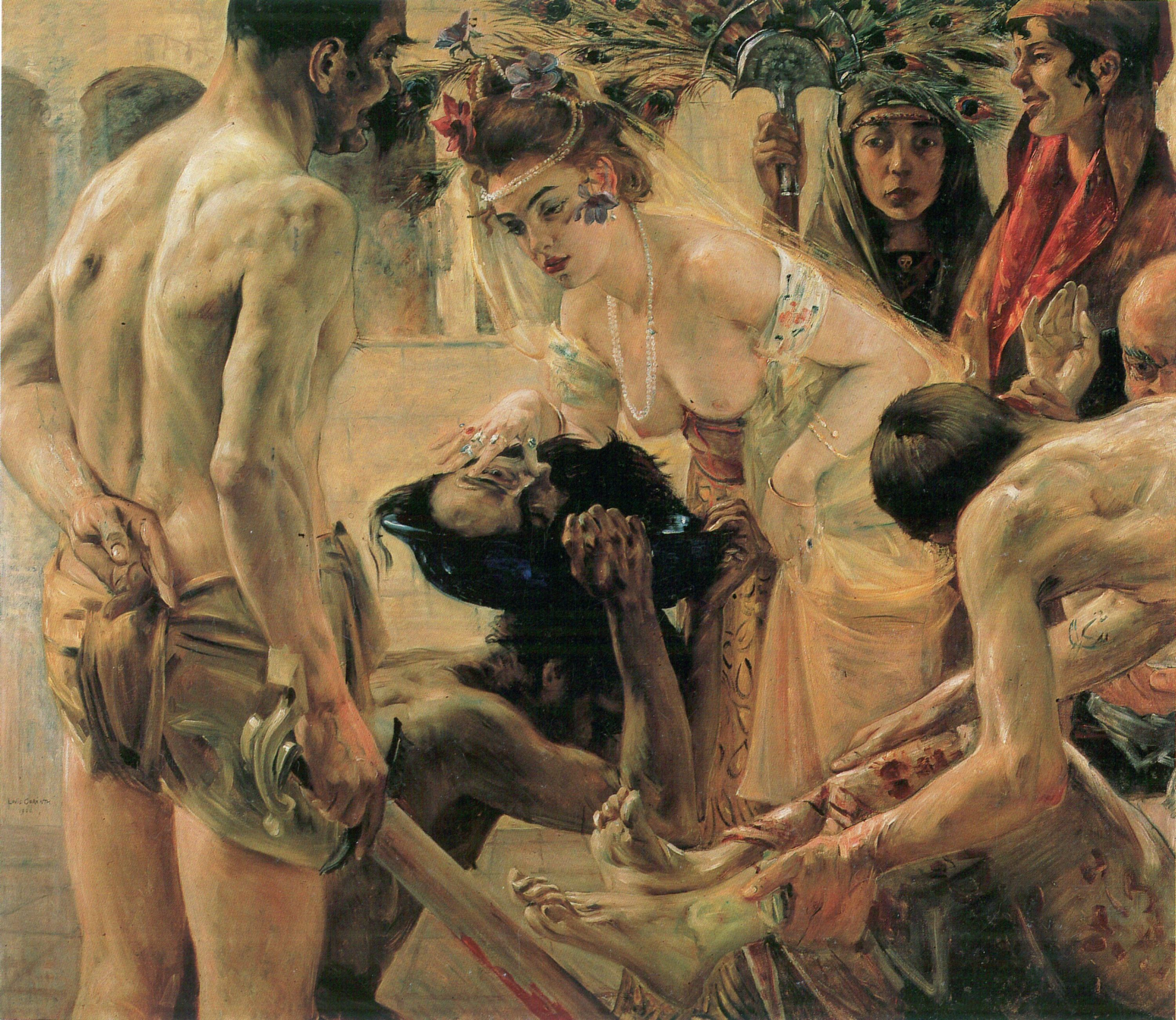
Salome (1900), andra versionen, olja på duk, 127x147cm. Museum der bildenden Künste.
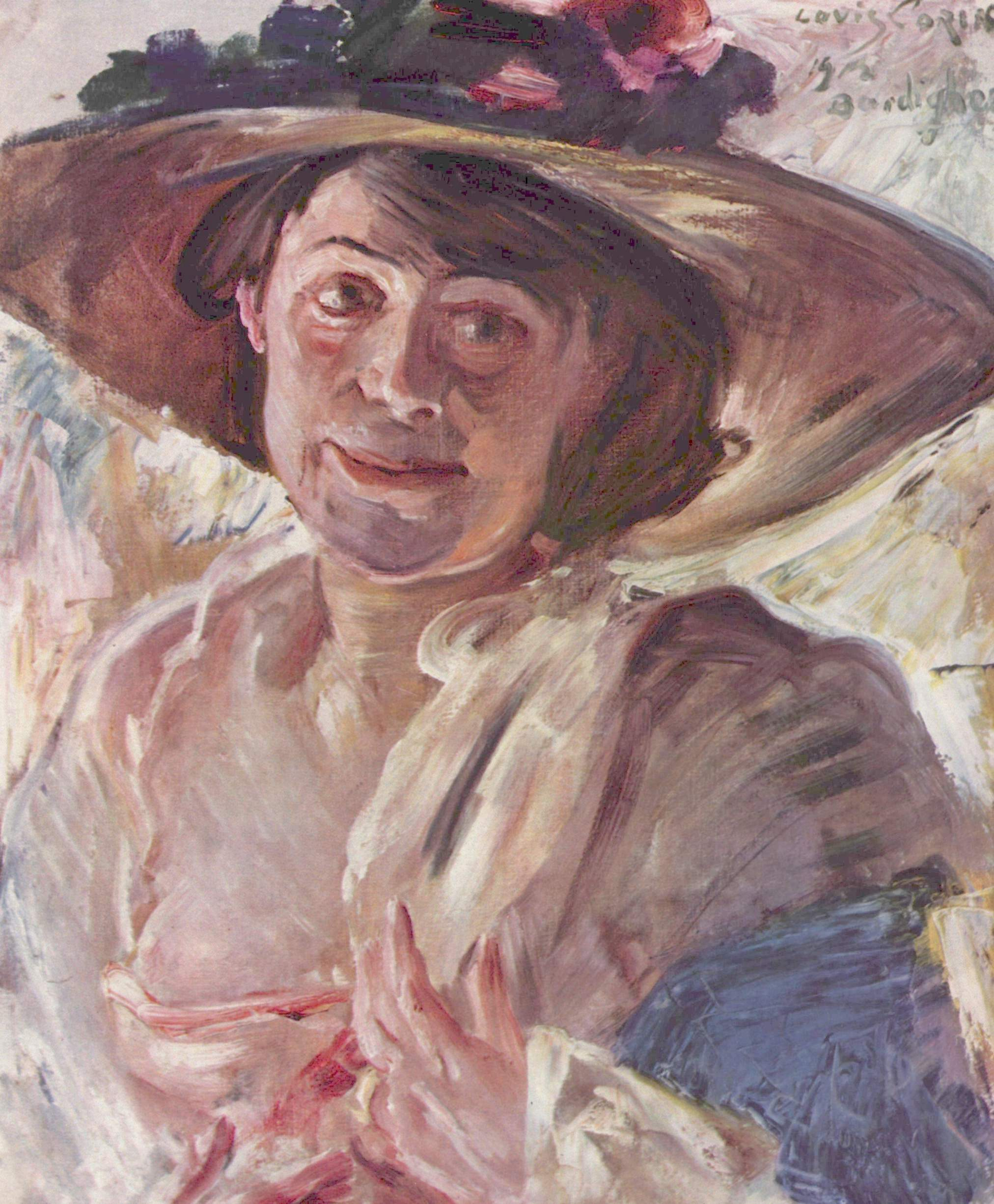
Kvinna i blomsterhatt (Porträtt av Charlotte Berend-Corinth, 1912). Alte Nationalgalerie.
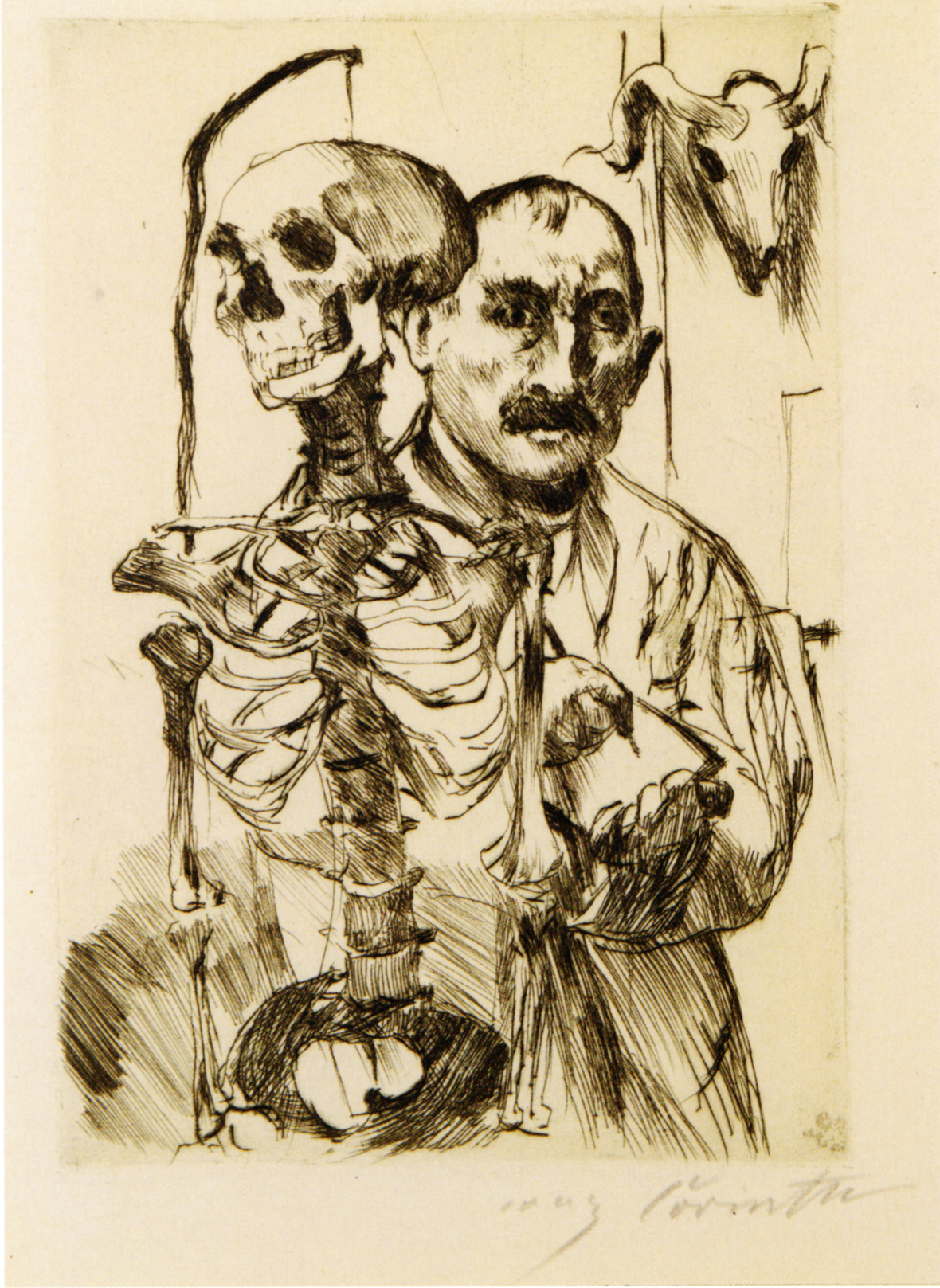
Der Künstler und der Tod (1916), etsning, 18x12cm. Kunsthalle Bremen.